# Giovanni de Gallofonte
Giovanni de Gallofonte († um 1400) war ein römisch-katholischer Geistlicher. 
Gallofonte war ein Dominikanerpriester. Am 9. März 1377 wurde er während des Pontifikats von Gregor XI. zum Bischof von Nachitschewan ernannt. Am 26. August 1398 wurde er während des Pontifikats von Papst Bonifatius IX. zum Erzbischof von Soltania ernannt.